# Wijtschate

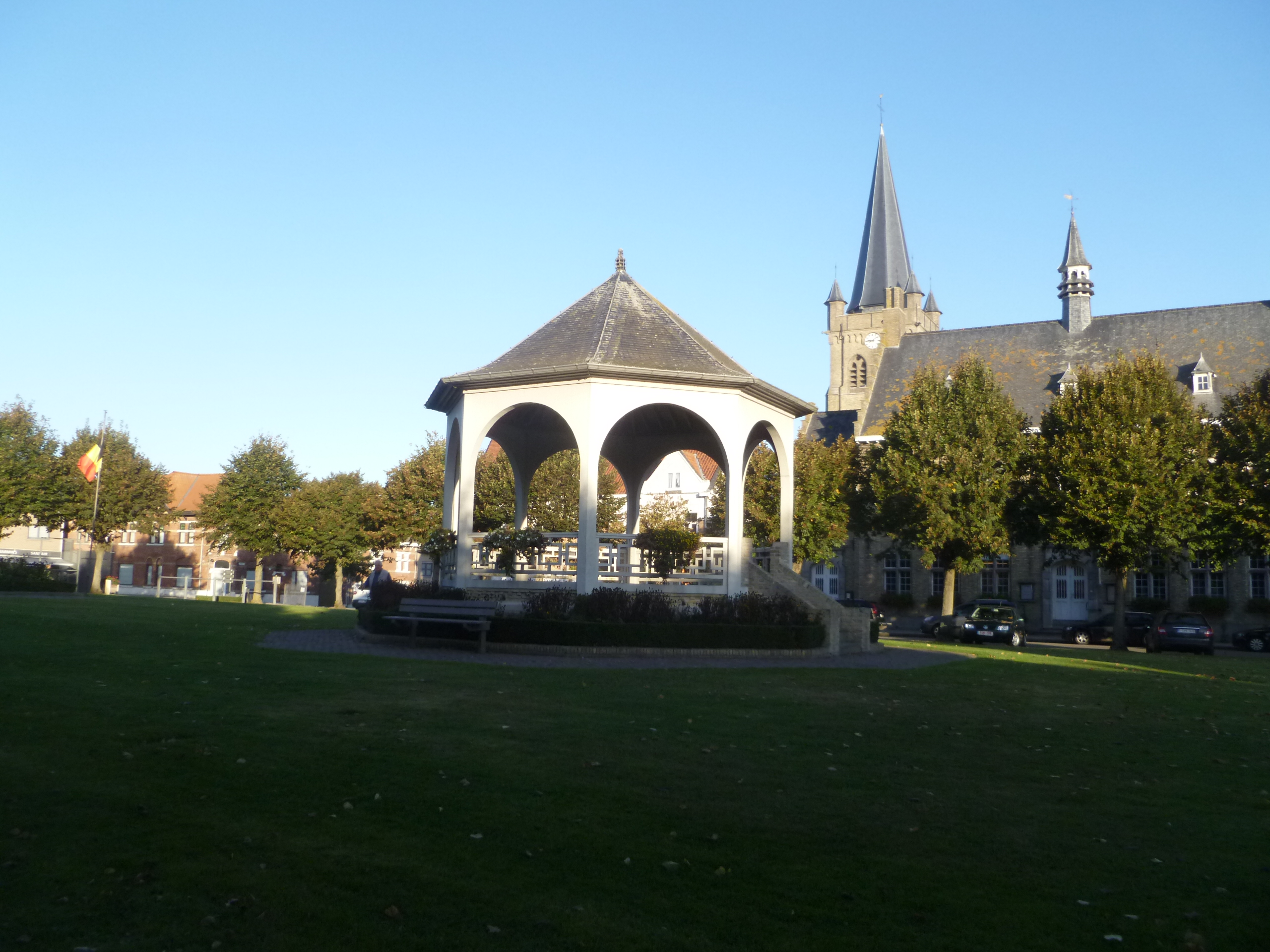
Marktplatz und Kirche in Wijtschate

Wijtschate, ältere Schreibweisen auch Wijtschaete oder Wytschaete, ist heute ein Ortsteil der Gemeinde Heuvelland in der belgischen Provinz Westflandern mit rund 2100 Einwohnern. Das Dorf stellt sowohl von der Einwohnerzahl als auch von der Fläche her den größten Ortsteil der Gemeinde Heuvelland dar.

## Rolle im Ersten Weltkrieg

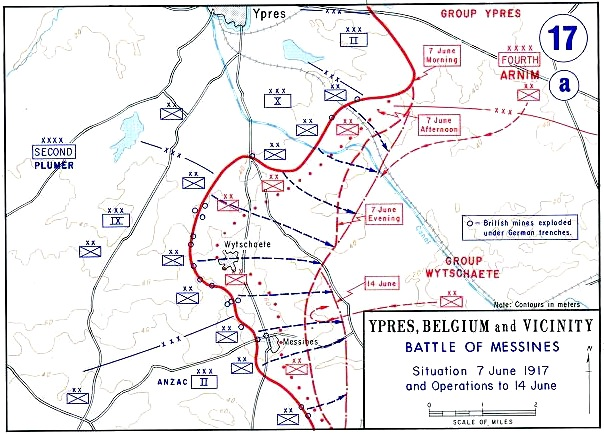
Plan der Kämpfe um Wijtschate während der Schlacht am Wytschaete-Bogen 1917

Durch die Nähe zur Stadt Ypern war Wijtschate ebenso wie die anderen Ortschaften der Gemeinde Heuvelland im Ersten Weltkrieg Schauplatz heftiger Gefechte zwischen deutschen und Entente-Truppen, die besonders von Großangriffen der Infanterie gegen stark ausgebaute und von Maschinengewehren verteidigte Stellungen, Gaskrieg, Minenkrieg, langanhaltendem Artilleriebeschuss sowie ersten Luftkämpfen gekennzeichnet waren. Deutsche Truppen hatten den Ort in der Ersten Flandernschlacht nach heftigen Kämpfen Anfang November 1914 eingenommen und bis 1917 gehalten. Besonders die Frontausbuchtung des „Wytschaete-Bogens“ um den strategisch wichtigen Höhenzug zwischen Wijtschate und Mesen war wiederholt stark umkämpft. Der Ort wurde von deutschen Truppen militärisch genutzt und entsprechend umgestaltet. 1916 entstanden mit dem Korte- und Hubertusstollen zwei unterirdische beschusssichere Stollenkasernen, die mit 200 sowie 35 Betten Unterkunft boten. Während die vorderste Frontlinie etwa einen Kilometer westlich von Wytschaete in der Niederung verlief, umgab die zweite, als Höhenstellung bezeichnete Frontlinie den Ort. Die Ortschaft wurde im Laufe des Krieges durch Artilleriebeschuss nahezu vollständig zerstört.
Die Landschaft um den Ort wurde besonders 1917 bei der Schlacht am Wytschaete-Bogen durch Sprengtrichter, die bis heute sichtbar sind, gezeichnet. Die Explosion von 19 Minen, mit insgesamt rund 400 Tonnen Sprengstoff, den die Briten am 7. Juni 1917 zündeten, war die bisher größte und lauteste konventionelle Explosion der Menschheitsgeschichte. Fast 10.000 deutsche Soldaten wurden dabei innerhalb von Sekunden getötet. Soldatenfriedhöfe und Denkmäler für die zahlreichen verschollenen Soldaten zeugen von den Opfern der Kämpfe.
Zu Beginn der Vierten Ypernschlacht eroberten die Deutschen in der sogenannten Wijtschaete-Schlacht am 11. April 1918 auch Wijtschate zurück um den Ort im September 1918 endgültig zu verlassen.
Zwischen Wijtschate und Voormezele befindet sich Bayernwald, eine restaurierte und seit 2004 für Besucher zugängliche deutsche Stellung von 1914.

### Schlachtfeldarchäologie
Im Jahr 2018 kam es am nördlichen Ortsrand von Wijtschate zu einer archäologischen Ausgrabung durch ein internationales Team aus Archäologen, Historikern und freiwilligen Grabungshelfern. Die Untersuchungen galten einer von 1914 bis 1918 bestehenden militärischen Stellung auf „Höhe 80“. Sie lag rund zwei Kilometer von der vordersten Frontlinie entfernt und hatte eine militärstrategisch wichtige Position wegen der Sicht auf den Ypernbogen. Zur Stellung gehörten Schützengräben, Gebäude, eine Kommandozentrale mit Beobachtungsposten und Tunnelverbindungen zur Front. Finanziert wurde die Grabung durch Crowdfunding, da der belgische Staat dafür keine finanziellen Mittel zur Verfügung stellte. Bei der Ausgrabung wurden unter anderem die sterblichen Überreste von rund 80, überwiegend deutschen Soldaten gefunden.